# Општина Мороени (Дамбовица)
Мороени (рум. Moroeni) општина је у Румунији у округу Дамбовица.
Oпштина се налази на надморској висини од 647 m.